# Giacomo Antonio Piccioli
Giacomo Antonio Piccioli (Corbario, República de Venècia, segle XVI) fou un compositor italià.
Abraçà la carrera eclesiàstica i en música fou alumne de Costanzo Porta.

## Obres
- Litaniae de B. V. 5 voc.
- Canzonette a 3 voci (Venècia, 1593);
- Missa Voce mea, a 5 veus, que s'inserí en la col·lecció de misses publicades per Julio Bonagionta a Milà (1588). etc.